# فيكي هيندريكس
فيكي هيندريكس (بالإنجليزية: Vicki Hendricks)‏ (1951، كوفينغتون في الولايات المتحدة)؛ روائية أمريكية.